# Méphénate
Le méphpénate est le méthylcarbamate de l'alcool p-chlorophénol. C'est un phytoprotecteur utilisé pour le traitement préventif des graines de céréales.